# Il piccolo testimone dell'Orient Express
Il piccolo testimone dell'Orient Express (Yumurcak kücük sahit) è un film del 1972 diretto da Türker Inanoglu e Guido Zurli.

## Trama
Il piccolo Dick è orfano di padre e quando la madre si reca in ufficio per lavorare è costretto a passare interminabili giornate da solo in casa. Durante i periodi di vacanza scolastica poi le giornate a casa sono ancora più lunghe. Così, per scacciare la noia, Dick si diverte a mettere in allarme con scherzi telefonici, la polizia, i pompieri e le ambulanze del pronto soccorso. Tutti questi continui scherzi portano però all'esasperazione la madre, il capo della polizia e gli amici di famiglia che vivono quotidianamente a contatto con il ragazzino. L'unica persona che ancora sopporta Dick è Bluberry un suo amico coetaneo che, per guadagnarsi da vivere, pulisce le scarpe ai giardini pubblici. Una notte, non riuscendo a dormire, Dicky si mette a spiare dal balcone di casa sua i vicini (la ballerina Julie e il marito Harry) scoprendo, suo malgrado, l'assassinio compiuto dalla coppia ai danni di uno spacciatore di droga, debitore nei loro confronti di una cospicua somma di denaro. A questo punto Dick decide di confessare tutto alla madre e al capo della polizia ma, a causa degli infiniti scherzi perpetuati nel tempo, nessuno gli vuole credere. I due assassini, nel frattempo, scoperto lo scomodo testimone decidono di eliminarlo. Una volta allontanata la madre (con una finta chiamata da parte di una sorella ammalata) si introducono di notte nella casa del ragazzino per prenderlo ma lui riesce a scappare. A questo punto ha inizio una lunga e disperata fuga notturna nella città, che porta il piccolo testimone a coinvolgere prima l'amichetto Bluberry poi il capo della polizia e infine la mamma in una spietata e angosciante lotta per la sopravvivenza.

## Le riprese
Le riprese del film sono state effettuate nei pressi di Istanbul in Turchia e più precisamente nel Distretto di Sarıyer e nella fortificazione di Rumelihisarı.

## Distribuzione

### Data di uscita
- 4 aprile 1972 in Turchia (Yumurcak kücük sahit)

### Titoli in altre lingue
- Testigo de crimen -  spagnolo
- Le petit témoin de L'Orient Express - francese
- The Little Eye-Witness - inglese

## Curiosità
- Nella versione italiana del film, della durata di 74 minuti, i nomi degli attori e dei personaggi da loro interpretati sono stati completamente cambiati ed americanizzati.
- I distributori italiani hanno dato al film un titolo privo di senso visto che nel film non compare affatto l'Orient Express. Probabilmente hanno scelto di usare tale titolo per creare una qualche assonanza con il romanzo Assassinio sull'Orient Express di Agatha Christie.
- L'anno seguente Guido Zurli tornerà a dirigere il piccolo Ilker Inanoglu nel film Küçük kovboy.